# آریاری ماداگاسکار
آریاری (نشانه: Ar، کد ایزو ۴۲۱۷: MGA) یکای پول کشور ماداگاسکار است. هر آریاری به ۵ ایراایمبیلانجا تقسیم می‌شود. این یکای پول به همراه یکای پول موریتانی، اوقیه، تنها نوع خود سراسر دنیا هستند که از تقسیمات دهدهی پیروی نمی‌کنند.
واژه‌های آریاری و ایراایمبیلانجا، هر دو بازمانده از دوران استعمار ماداگاسکار می‌باشند. در آن دوره به سکه نقرهٔ دلار، آریاری می‌گفتند. ایراایمبیلانجا نیز در ترجمه تحت‌اللفظی به معنای یک وزنه آهنی می‌باشد و به یک نوع سکه قدیمی اطلاق می‌شد که ارزشی معادل یک پنجم آریاری داشت.